# Die Verschwiegene
Die Verschwiegene ist eine französische Tragikomödie von Christian Vincent aus dem Jahr 1990.

## Handlung
Schriftsteller Antoine will seine Freundin Solange am Bahnhof überraschen. Sie trifft dort jedoch mit einem anderen Mann ein und teilt ihm mit, dass sie ihn verlässt. Antoine ist überrascht und gekränkt, da normalerweise er die Beziehungen beendet. Sein Freund Jean, der als Verleger arbeitet, schlägt ihm vor, Rache an den Frauen zu nehmen. Er soll eine beliebige Frau auswählen, diese verführen und anschließend verlassen. Seine Schritte soll er in Tagebuchform aufschreiben. Antoine stimmt zu und setzt eine Annonce auf, in der er nach einer jungen Schreibkraft sucht. Telefonisch meldet sich die junge Catherine, die an einem Sprachinstitut unterrichtet. Um sie zu testen, gibt er ihr beim ersten Treffen ein erotisches Manuskript, das sie abtippen soll. Sie nimmt die Arbeit an, doch zweifelt Antoine schnell an seinem Plan. Er fühlt sich von Catherine nicht angezogen und findet ihr Auftreten und ihren Stil abstoßend. Jean jedoch hält Catherine für die perfekte Kandidatin, da gerade die fehlende Anziehungskraft das Reizvolle sei. Antoine lässt Jean die nächsten Schritte des Plans bestimmen.
Antoine verärgert Catherine zunächst, nur um sich bei ihr entschuldigen zu können. Immer wieder jedoch durchkreuzt sie seine Pläne, so geht sie, als er sie bei der Manuskriptübergabe zu lange warten lässt, und lädt ihn zu einem Treff im Schwimmbad ein, was er ablehnt. Er sagt ihr, dass er häufig in einem bestimmten Café anzutreffen ist, doch lässt sie ihn eine Woche warten, bevor sie zum Café kommt. Im Café wiederum bringt sie ihn mit ihrer ruhigen und undurchsichtigen Art zum Schwimmen. Erschwert wird die Situation, als Solange auftaucht und ihm berichtet, dass sie wieder Single sei, jedoch aus Paris wegziehe. Auch Catherine hat sich mit Antoine nur getroffen, weil sie in wenigen Tagen zu ihren Eltern reisen wird und ihn vorher noch einmal sehen wollte. Beide verabreden sich für den nächsten Tag, doch findet Antoine wenig Gefallen an Catherines Plänen für den Abend, was sie verstimmt. Beide gehen in eine Bar, wo Catherine zu viel trinkt. Sie gesteht, dass sie zu Beginn großen Respekt vor Antoine hatte und sich kaum getraut habe, in seiner Gegenwart zu reden, dass sie ihn nun aber wie jeden anderen Menschen behandeln kann. Beide enden vor Catherines Wohnung, es kommt zum Kuss und schließlich schlafen beide miteinander. Antoine will sich später aus der Wohnung stehlen, doch ist die Tür des Gebäudekomplexes verschlossen, sodass er zu Catherine zurückkehrt. Nach einigem Zögern legt er sich wieder zu ihr ins Bett. Sie erzählt ihm, dass sie eine Zeitlang in London als Animierdame gearbeitet hat; schon einige Tage vorher hatte sie ihm erzählt, dass sie während ihrer Au-Pair-Zeit in London eine Affäre mit ihrem Arbeitgeber hatte und nach Paris zurückkehrte, als er seine Frau für sie verlassen wollte. Antoine kommen Zweifel an seinen Plänen, und er teilt Jean mit, dass er das Projekt nicht weiterverfolgen wird. Das unfertige Manuskript hatte er bereits einige Tage zuvor in Jeans Apartment gelassen.
Jean ist wütend und gibt das Manuskript Catherine, als diese am Bahnhof auf ihren Zug wartet, der sie zu ihren Eltern bringen wird. Catherine liest das Manuskript während der Fahrt. Die folgenden Tage verbringt sie enttäuscht und weinend. Sie schreibt Antoine nach einiger Zeit einen Brief, in dem sie ihm mitteilt, dass sie ihn verlässt. Sie verschweigt, dass sie das Manuskript gelesen hat. Ein paar Wochen später sitzt Antoine erneut im Café und schreibt Tagebuch.

## Produktion
Die Verschwiegene war das Langfilmregiedebüt von Christian Vincent, der zuvor verschiedene Kurzfilme realisiert hatte. Vincent und Ronssin schrieben die Titelrolle des Antoine speziell für Fabrice Luchini. Der Film wurde unter dem Arbeitstitel La galante in Paris gedreht. Die Kostüme schuf Marie Malterre, die Filmbauten stammen von Sylvie Olivé.
Der Filmtitel bezieht sich auf eine Einordnung von Frauen in der alten höfischen Welt, so galten Frauen mit einem Muttermal unter dem linken Auge als galant, auf der Wange als verspielt, auf der Nasenspitze als vorlaut, im Mundwinkel als genießerisch, auf der Stirn als majestätisch und am Rand der Unterlippe als kokett. Die Verschwiegene wiederum hat ein Muttermal, wie auch Catherine, seitlich am Kinn.
Die Verschwiegene wurde im September 1990 im Rahmen der Filmfestspiele von Venedig gezeigt und lief am 21. November 1990 in den französischen Kinos an. In Deutschland war der Film ab 18. April 1991 in den Kinos zu sehen.

## Auszeichnungen
Auf den Internationalen Filmfestspielen von Venedig gewann Christian Vincent 1990 den FIPRESCI-Preis. Das Syndicat Français de la Critique de Cinéma verlieh Vincent für Die Verschwiegene 1991 den Prix Meliès für den Besten französischen Film.
Die Verschwiegene gewann 1991 drei Césars in den Kategorien Bestes Erstlingswerk, Bestes Drehbuch und Beste Nachwuchsdarstellerin (Judith Henry). Zudem war der Film in den Kategorien Bester Hauptdarsteller (Fabrice Luchini) und Bester Nebendarsteller (Maurice Garrel) für weitere Césars nominiert.